# Annapolis (Maryland)
Annapolis ou Anápolis é a capital do estado americano de Maryland e sede do condado de Anne Arundel. Foi fundada em 1649 e incorporada em 1708. A origem do nome da cidade remonta a 1708, uma homenagem à rainha Ana da Grã-Bretanha. Atualmente a principal fonte de renda da cidade é o turismo.

## Geografia
De acordo com o United States Census Bureau, a cidade tem uma área de 21 km², dos quais 18,4 km² estão cobertos por terra e 2,3 km² por água.

## Demografia
Segundo o censo nacional de 2010, a sua população é de 38 394 habitantes, e sua densidade populacional é de 1 827,4 hab/km². A cidade possui 17 845 residências que resulta em uma densidade de 959,6 residências/km².

## Marcos históricos
A relação a seguir lista as 30 entradas do Registro Nacional de Lugares Históricos em Annapolis. Os primeiros marcos foram designados em 15 de outubro de 1966 e o mais recente em 21 de janeiro de 2011. Aqueles marcados com ‡ também são um Marco Histórico Nacional.
- Academia Naval dos Estados Unidos‡
- Annapolis National Cemetery
- Artisan's House
- Brice House‡
- Burle's Town Land
- Capitólio Estadual de Maryland‡
- Chance Boatyard
- Chase-Lloyd House‡
- CHESAPEAKE BAY BROGAN MUSTANG
- Colonial Annapolis Historic District‡
- Fort Nonsense
- Hammond-Harwood House‡
- HELIANTHUS III (yacht)
- House by the "Town Gates"
- Howard's Inheritance
- John Callahan House
- Martins Pond Site
- Mt. Moriah African Methodist Episcopal Church
- Old City Hall and Engine House
- Paca House and Garden‡
- Patrick Creagh House
- Peggy Stewart House‡
- Pinkney-Callahan House
- Primrose Hill
- Stanton Center
- Thomas Point Shoals Light Station‡
- Universal Lodge No. 14
- Upton Scott House
- Whitehall‡
- Wiley H. Bates High School